# جورج أوهارا
جورج أوهارا (بالإنجليزية: George O'Hara)‏ هو كاتب سيناريو وممثل أمريكي، ولد في 22 فبراير 1899 بنيويورك في الولايات المتحدة، وتوفي في 16 أكتوبر 1966 بلوس أنجلوس في الولايات المتحدة بسبب سرطان.

## وصلات خارجية
- جورج أوهارا على موقع IMDb (الإنجليزية)
- جورج أوهارا على موقع أول موفي (الإنجليزية)
- جورج أوهارا على موقع قاعدة بيانات الأفلام السويدية (السويدية)
- جورج أوهارا على موقع قاعدة بيانات الفيلم (الإنجليزية)
- جورج أوهارا على موقع كينوبويسك (الروسية)